# شائو تینگ
شائو تینگ (انگلیسی: Shao Ting؛ زادهٔ ۱۰ دسامبر ۱۹۸۹) بازیکن بسکتبال اهل چین است.
وی در مسابقات کشوری و بین‌المللی در مجموع برندهٔ ۲ مدال طلا، ۱ مدال نقره، ۱ مدال برنز شده است.